# فرد فيشر
فرد فيشر (بالإنجليزية: Fred Fisher)‏ (1 يناير 1910 في المملكة المتحدة - ) هو لاعب كرة قدم بريطاني في مركز الهجوم. لعب مع سويندون تاون ونادي توركي يونايتد ونادي غيلينغهام ونادي ليتون أورينت ونوتس كاونتي ونادي مانسفيلد تاون وNewport (IOW) F.C. ‏ وNewark Town F.C. ‏.